# Référendum sur l'indépendance de l'Arménie
Le référendum sur l'indépendance de l'Arménie est un référendum ayant eu lieu le 21 septembre 1991 en Arménie. Il a eu une participation de 95,0 % et a été approuvé à 99,5 %. 